# رونالد تري
آرثر رونالد لامبرت فيلد تري (بالإنجليزية: Ronald Tree)‏ (26 سبتمبر 1897 - 14 يوليو 1976) سياسي من حزب المحافظين وصحفيّ ومستثمر، عمل كعضو في البرلمان (إم بّي) عن دائرة هاربورو في ليسترشير من عام 1933 إلى عام 1945. أسس فيما بعد منتجع ساندي لين في بربادوس. 

## السيرة الذاتية
كان والد تري المولود في أمريكا، آرثر تري، مرفّهًا إنجليزيًا، عرّف عن نفسه «كمربي خيول ومزارع» وهو ابن لامبرت تري، سفير أمريكي سابق في روسيا. كانت والدته، إثيل فيلد، ابنة مارشال فيلد، المؤسس المشارك لمتجر مارشال فيلد في شيكاغو في إلينوي. ولد في إيستبورن، وتلقى تعليمه في كلية وينشستر في إنجلترا. تزوجت والدة تري- بعد شهرين من طلاقها في عام 1901- من حبيبها النقيب ديفيد بيتي، والذي أصبح الأدميرال بيتي الأول وعميد البحر الأول. إخوته (نصف الأشقاء): ديفيد بيتي (الأدميرال بيتي الثاني)، وهون بيتر بيتي، وحظي أيضًا بشقيقين فعليين وكلاهما ماتا في سن الطفولة.
بقي مع والده في أشورن هيل بعد الطلاق، إذ منحت المحكمة آرثر حضانة رونالد. تلقى تعليمه هناك على يد فتاة دير من كورك في أيرلندا، ومربيته كيت والش، والتي كانت أيضًا شريكة آرثر، وهي أم لستة أخوة (نصف أشقاء) لرونالد: دينيس (1898-1969)، كاثلين (1901-1975)، باتريك (1905-1991)، جيمس، جيرالد، وإليزابيث وارينج (1914-1991).
لم يتزوج آرثر وكيت مطلقًا، وعلى الرغم من أن رونالد نشأ معهما في أشورن هيل، إلا أنه أصبح على اتصال قليل أو معدوم مع هذه العائلة الكاثوليكية نصف الإيرلندية وغير الشرعية بعد وفاة آرثر في عام 1914، عندما كان رونالد بالفعل على أعتاب مرحلة البلوغ. كان كل من دينيس وكاثلين وباتريك وكذلك المهندس المعماري البارز مايكل بلاور على مشكلة مع ذلك الأمر.
استلم تحرير مجلة فورم في نيويورك منذ عام 1922، وانخرط في الاستثمار في بورصة نيويورك عام 1926، قبل انهيار وول ستريت عام 1929. 

### السياسات
عاد تري إلى إنجلترا مع زوجته السابقة نانسي كين بيركنز (أرملة ابن عمه هنري مارشال فيلد) في عام 1927، حيث أنجبا ولدين هما الفنان مايكل لامبرت تري، ومدرب سباقات الخيل جيريمي تري، وابنة توفيت عند الولادة. حصل الزوجان في البداية على عقد إيجار عشر سنوات لإصلاح قاعة كيلمارش بالقرب من ماركت هاربورو في نورثامبتونشير، وأعادت نانسي تزيينها بمساعدة السيدة غي بيثيل من شركة إلدن المحدودة.
انتُخب رونالد عضوًا في البرلمان عن هاربورو في ليسترشير في نوفمبر عام 1933. اشترى الزوجان منزل ديتشلي وموقفًا بالقرب من تشارلبيري في أوكسفوردشاير كمنزل لهما في نفس العام، وكان ديكور هذا المنزل ما أكسب نانسي سمعة «صاحبة الذوق الأفضل من بين أي شخص في العالم». عملت على ذلك مع السيدة كولفاكس ومصمم الديكور الفرنسي ستيفان بودين من شركة يانسن في باريس.
اعتُبر تري من مجموعة صغيرة نظرت إلى الحزب النازي الصاعد في ألمانيا على أنه تهديد لبريطانيا، واستخدم منزله كقاعدة له، وأصبح صديقًا لزعيم المجموعة ونستون تشرشل. تناول تشرشل وزوجته كليمنتين العشاء في منزل ديتشلي في مناسبات عديدة منذ عام 1937.
أصبح تري في فبراير عام 1938 من أتباع أنطوني إيدن، بعد أن استقال إيدن من منصب وزير الخارجية من حكومة نيفيل تشامبرلين بسبب إدارة السياسة الخارجية، والذين عُرفوا آنذاك بـ«غلامور بويز»، مصطلح تحقير استخدمه مكتب حزب المحافظين، برئاسة ديفيد مارجيسون.